# Borre (personage)
Borre is een personage uit de kinderboekenserie van Jeroen Aalbers en Stefan Tijs. De verhalen van Borre worden uitgegeven onder de noemer de Borre Leesclub. 

## Personage
Borre is een op een dier gelijkend personage, in een antropomorfe dieromgeving. Borre is steevast gekleed in een rood-wit gestreept T-shirt. Borre heeft een huisdier genaamd Pluisdier het Huisdier.

## Ontstaansgeschiedenis
Het personage Borre werd ontworpen door illustrator Stefan Tijs. Op zoek naar een schrijver kwam Tijs bij Jeroen Aalbers, die hij kende uit de Rotterdamse punkscene en tevens zijn huisgenoot was. Aalbers, die hiervoor geen ervaring had in het schrijven van kinderboeken, nam de uitdaging aan en schreef een proefverhaal. Dit werd goedgekeurd en hierop kreeg hij een contract aangeboden om de boeken over Borre voor alle leerjaren van het basisonderwijs te schrijven. Het eerste boek dat het tweetal maakte was Borre en de ijscoman.

## Verhaalstructuur
De verhalen van Borre kunnen gerekend worden tot het magisch realisme. De verhalen hebben vaak een humoristische inslag, waarbij de schrijver een psychedelische invalshoek gebruikt. De eerste verhalen die verschenen van Borre waren gericht op kinderen in de kleuterleeftijd. Dit waren verhalen van ongeveer 500 woorden. Hierna werd de serie ook uitgebreid naar de latere jaren van het basisonderwijs. De boeken in groep 3 en 4 richten zich op het aanvankelijk leesproces. Vanaf groep 5 zijn de boeken echte zelfleesboeken. De Borreboeken gericht op de bovenbouw bestaan uit ongeveer 4000 woorden. Op dit moment is de serie afgerond voor alle groepen op de basisschool.
Vaste verhaalelementen van een Borreverhaal zijn de beginsituatie, waarin Borre met zijn vrienden in het clubhuis zit, en een overdreven gekarakteriseerde booswicht.

## Bijfiguren
De verhalen van Borre kennen een breed scala aan bijfiguren.
Pluisdier het Huisdier is het huisdier van Borre, dat het meeste lijkt op een leeuwhondje. Er zijn twee boeken als spin-off van Borre verschenen met Pluisdier in de hoofdrol. Deze boeken waren gericht op kinderen in de peuterleeftijd.
Elle is de feministische vriendin van Borre. Dit personage is losjes gebaseerd op Elle Bandita, een bevriende punkmuzikante, waarmee schrijver Jeroen Aalbers onder andere in de band Anne Frank Zappa speelde.

## Boeken
Er zijn 113 boeken gemaakt rond het personage Borre. In 111 boeken is Borre de hoofdpersoon. Er zijn twee boeken verschenen rond Pluisdier, waarin Borre een prominente rol speelt. Een volledig overzicht is te zien op deze lijst.

## Bekendheid
De boeken van Borre kennen een grote bekendheid onder basisschoolkinderen in Nederland. Jaarlijks wordt het eerste deel van de serie, in een oplage van 500 duizend stuks, gratis verspreid onder de leerlingen van Nederlandse basisscholen. De Gestreepte Boekjes verschijnen in abonnementsvorm. Iedere maand verschijnen er per leerjaar twee boeken, waarvan er telkens een van Borre is. Deze boeken hebben een oplage van zo'n 14.000 exemplaren. Al met al worden er jaarlijks zo'n 1,5 miljoen boeken van Borre verkocht.
Naast de boeken van Borre zijn er diverse merchandiseartikelen gemaakt van zijn creatie, waaronder kleurboeken, knuffels, vriendenboekjes en pantoffels. Tevens heeft Tijs een app ontwikkeld rond het personage.
Ook is er een YouTube kanaal, waar een aantal verhalen worden voorgelezen door Barry Atsma.